# Gilbert (Vorname)
Gilbert ist ein männlicher Vorname. Er beruht auf dem alten germanischen Männernamen Giselbert, der sich aus den beiden Wortstämmen gisil (Nachkomme eines edlen Geschlechts) und berht/beraht (für bekannt oder berühmt) zusammensetzt. Gilbert wird auch die Bedeutung als „der glänzende Spross“ aus dem Germanisch-Althochdeutschen zugeschrieben. Der Name Gilbert wird auch als die französische Form von Giselbert angesehen. Dennoch lautet im Englischen die Aussprache [ˈɡɪl-].

## Namenspatrone
- Gilbert von Laach, eigentlich Giselbert von Afflighem (* um 1075, † 1152), Brabanter Benediktinermönch und vierter Prior des 1062 gegründeten Cluniazenserklosters Aflighem in Brabant; katholisch, 6. August
- Gilbert von Neuffontaines, katholisch, 24. Oktober
- Gilbert von Sempringham, katholisch, 4. Februar (11. Februar)

## Varianten
- portugiesisch, spanisch, italienisch: Gilberto
- Kurzform: Gil
- Gilbertus

## Namensträger

### Historische Zeit
- Gilbert de Aissailly († 1183), 5. Großmeister des Malteserordens
- Gillebride, 1. Earl of Angus (auch: Gilbert oder Ghillebrite; * vor 1130, † ca. 1187), schottischer Adeliger
- Gilbertus Anglicus (auch Gilbert of England; * um 1180; † um 1250), englischer Mediziner
- Gilbert von Gévaudan (auch Gilbert Milhaud genannt) (~1055–1107), Graf von Gévaudan, Vizegraf von Carlat und Graf von Arles
- Gilbert Hérail († 1200), ab 1193 Großmeister des Templerordens
- Gilbert von Poitiers (~1080–1155), scholastischer Theologe und Philosoph
- Gilbert Foliot (* um 1110; † 1187), anglonormannischer Benediktinermönch
- Gilbert, Earl of Caithness († 1256), norwegisch-schottischer Adliger
- Gilbert de Clare († 1117), anglonormannischer Lord
- Gilbert de Clare, 1. Earl of Pembroke (1100–1148), normannischer Adliger
- Gilbert de Clare, 1. Earl of Hertford († 1152), englischer Adliger
- Gilbert de Clare, 4. Earl of Gloucester (um 1180–1230), englischer Adliger
- Gilbert de Clare, 6. Earl of Gloucester (1243–1295), englischer Adliger
- Gilbert de Clare, 7. Earl of Gloucester (1291–1314), englischer Adliger
- Gilbert de Clare, Lord of Thomond (1281–1307), anglo-irischer Adliger

### Vorname
- Gilbert Adair (1944–2011), schottischer Schriftsteller und Filmkritiker
- Gilbert Adrian (1903–1959; eigentlich: Adrian Adolph Greenberg), US-amerikanischer Kostümdesigner
- Gilbert Bécaud (1927–2001), französischer Chansonnier
- Gilbert Bouley (1921–2006), US-amerikanischer American-Football-Spieler
- Gilbert Cheruiyot (* 1984), kenianischer Fußballschiedsrichterassistent
- Gilbert Keith Chesterton (1874–1936), englischer Buchautor und Journalist
- Gilbert Emery (1875–1945), US-amerikanischer Schauspieler, Autor und Lyriker
- Gilbert Fuchs (1871–1952), deutscher Eiskunstläufer und Forstentomologe
- Gilbert Gascard alias Tibet (1931–2010), französischer Comiczeichner
- Gilbert Gottfried (1955–2022), US-amerikanischer Komiker und Schauspieler
- Gilbert Gress (* 1941), französischer Fußballspieler und -trainer
- Gilbert Hernandez (* 1957), US-amerikanischer Comiczeichner
- Gilbert Kaiser (* 1949), liechtensteinischer Sportschütze
- Gilbert King (* 1962), US-amerikanischer Autor und Fotograf
- Gilbert Leroux (* 1941), französischer Schlagzeuger und Bandleader des Hot Jazz
- Gilbert Michl (1750–1828), Komponist und letzter Abt des Klosters Steingaden
- Gilbert Nabonnand (1828–1903), französischer Rosenzüchter und Gartenarchitekt
- Gilbert Norwood (1880–1954), britisch-kanadischer Klassischer Philologe
- Gilbert O’Sullivan (* 1946), irischer Sänger
- Gilbert Paeffgen (* 1958), deutscher Jazzmusiker (Schlagzeug, Appenzeller Hackbrett, Komposition)
- Gilbert Rahm (1885–1954), deutscher Geistlicher und Zoologe
- Gilbert Rist (1938–2023), Schweizer Politikwissenschaftler
- Gilbert de Rudder (Pseudonym Grizzly; 1911–1946), belgischer Motorradrennfahrer
- Gilbert Ryle (1900–1976), britischer Philosoph
- Gilbert von Sohlern (* 1957), deutscher Schauspieler
- Gilbert Stuart (1755–1828), US-amerikanischer Maler
- Gilbert Taylor (1914–2013), britischer Kameramann
- Gilbert White (1720–1793), englischer Pfarrer, Naturforscher und Ornithologe
- Gilbert Ziebura (1924–2013), deutscher Politikwissenschaftler

### Künstlername
- Gilbert (* 1959), österreichischer Schlagersänger
- Gilbert & George, Konzeptkünstler